# Yeğen, Suruç
Yeğen là một xã thuộc huyện Suruç, tỉnh Şanlıurfa, Thổ Nhĩ Kỳ. Dân số thời điểm năm 2011 là 439 người.